# Семено-Полтавка
Семено-Полтавка (рос. Семено-Полтавка) — село у Єршовському районі Саратовської області Російської Федерації.
Населення становить 330 осіб. Орган місцевого самоврядування — Антоновське муніципальне утворення.

## Історія
Населений пункт розташований у межах українського історичного та культурного регіону Жовтий Клин.
Від 23 липня 1928 року в складі Пугачовського округу Нижньо-Волзького краю. Орган місцевого самоврядування від 2004 року — Антоновське муніципальне утворення.

## Населення
1. Н/Д[3]

1. Н/Д[4]